# Werkzeug

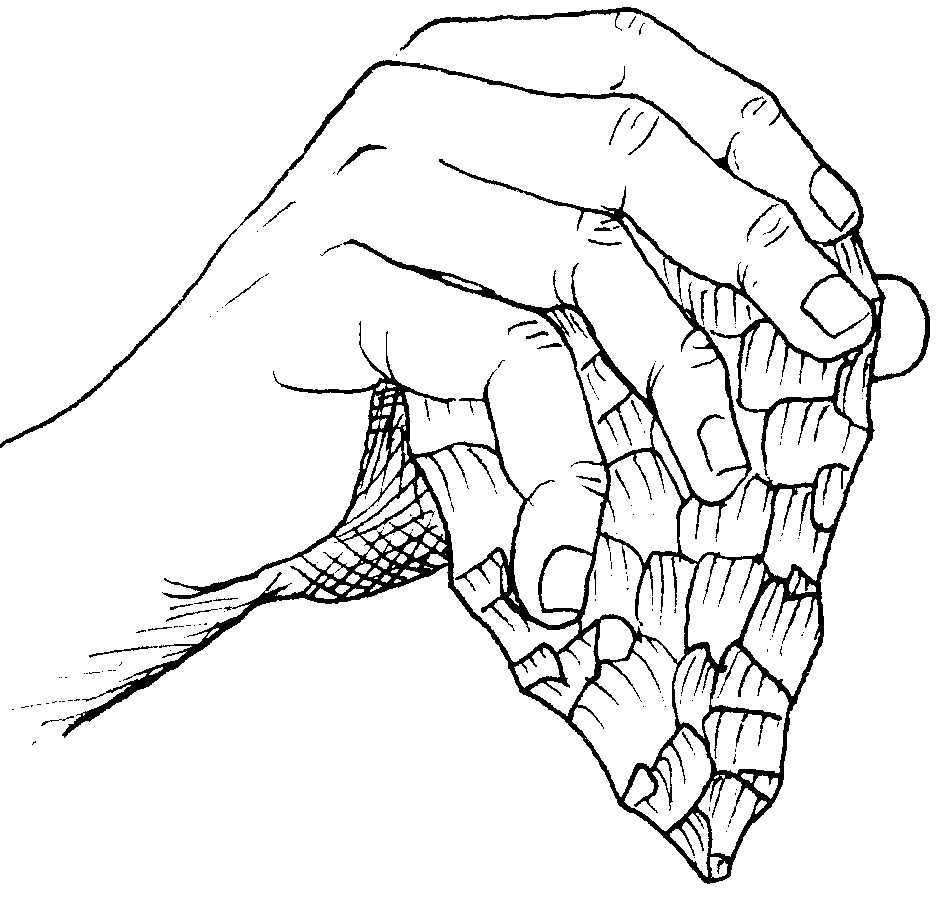
Erfolgsmodell über Jahrtausende: der Faustkeil

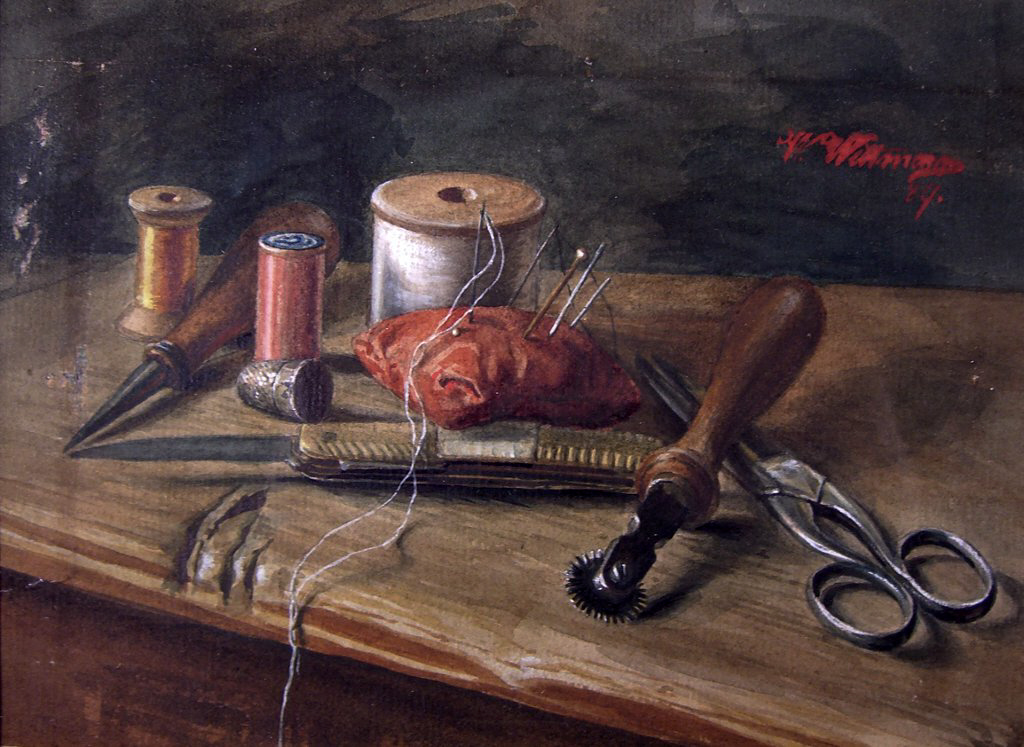
Stillleben mit Nähutensilien, Wilhelm Wittmann, 1889

Ein Werkzeug ist ein nicht zum Körper eines lebenden oder künstlichen Organismus gehörendes Objekt, mit dessen Hilfe die Funktionen des Körpers erweitert werden, um auf diese Weise ein unmittelbares Ziel zu erreichen. Dieses Ziel ist in Handwerk und Industrie die Veränderung eines Werkstücks.
Eine Sammlung verschiedener Werkzeuge, die nötig für eine bestimmte Tätigkeit sind, nennt man Werkzeugsatz. In der Industrie werden die verwendeten Werkzeuge in einer Werkzeugverwaltung dokumentiert.

## Zum Begriff
Das Wort ‚Werkzeug‘ tritt ab dem 12. Jahrhundert auf. In einigen Kontexten werden Werkzeuge auch als Instrumente (oft als Bestandteil eines Instrumentariums) bezeichnet, z. B. chirurgische und zahnärztliche Instrumente (wie etwa der Bohrer) oder Beobachtungsinstrumente, hier bürgert sich auch das englische Wort tool ein. Für die Ausrüstung, den für eine Aufgabe notwendigen Satz an Werkzeug, sind auch Instrumentarium (lateinisch) oder als Sammelbegriff der Apparat oder das Gerät und der englische Ausdruck Equipment in Gebrauch. Veraltet steht auch das Rüstzeug, (vgl. Rüstung, immer noch in Rüsten und Rüstzeit für den Wechsel von Werkzeugen verwendet), zu Zeug, dem Wort für „Sächliche Konkreta“ das auch in ‚Werkzeug‘ steckt, und zahlreichen altertümlicheren und fachsprachlichen Ausdrücken für Werkzeugsätze diverser Fachgebiete. ‚Zeug‘ selbst ist mit engl. toy ‚Spielzeug‘ verwandt.
Werkzeuge sind – im Unterschied zum Gerät – meist „einfache Maschinen“, also Vorrichtungen, die auf grundlegenden Prinzipien der Kräftelehre aufgebaut sind. Typische Formen der mechanischen Einwirkung sind etwa Halten, Bewegen oder Umformen, Durch-/Abtrennen, Verbinden und andere Vorgänge, die man unter dem Begriff Fertigungsverfahren zusammenfasst. Die meisten Werkzeuge werden durch Handarbeit bedient.
Ein weiterer Definitionsumfang umfasst Hilfsmittel jeglicher Art. Hierzu würden auch Messgeräte gehören, aber auch ein mathematischer Formelsatz oder ein numerisches Modell oder eine Fähigkeit. In diesem Sinne kann das Werkzeug als Verbesserung oder Erweiterung einer vorhandenen oder als Ersatz einer fehlenden körperlichen oder geistigen Funktion interpretiert werden. Beispielsweise ist ein Hammer die Erweiterung der Faust, eine Pinzette erweitert Daumen und Finger, ein Kran leistet mehr als ein Arm, ein Speichermedium ergänzt das Gedächtnis. Im allgemeinsten Sinne steht Werkzeug für „Mittel zum Zweck“, dann auch für Personen und Vorgänge im abstrakten Sinn.
Die Lehre von den Werkzeugen und ihrer Anwendung ist die Technologie. Auch dieser Begriff kann über Technik hinausgehend auf die Information erweitert zur Informationstechnologie verallgemeinert sein.

## Geschichte
Die Geschichte der Werkzeugnutzung und -herstellung durch Menschen beginnt vor ca. 2,4 Millionen Jahren. Im Verlauf der Steinzeit wurden sehr viele der heute noch üblichen Werkzeuge entwickelt. Die ältesten Steinwerkzeuge, die das Niveau der Schimpansentechnik übertrafen, wurden vor 2,4 Millionen Jahren vermutlich durch den Homo rudolfensis hergestellt. Metalle als Material für Werkzeuge sind seit der Kupferzeit (Chalkolithikum, Äneolithikum) üblich.
Die Analyse der Bälkchenstruktur von 3 Mio. Jahre alten Mittelhandknochen von Australopithecus africanus mittels Computertomographie lässt den Schluss zu, dass damals schon Handwerkzeug verwendet wurde.

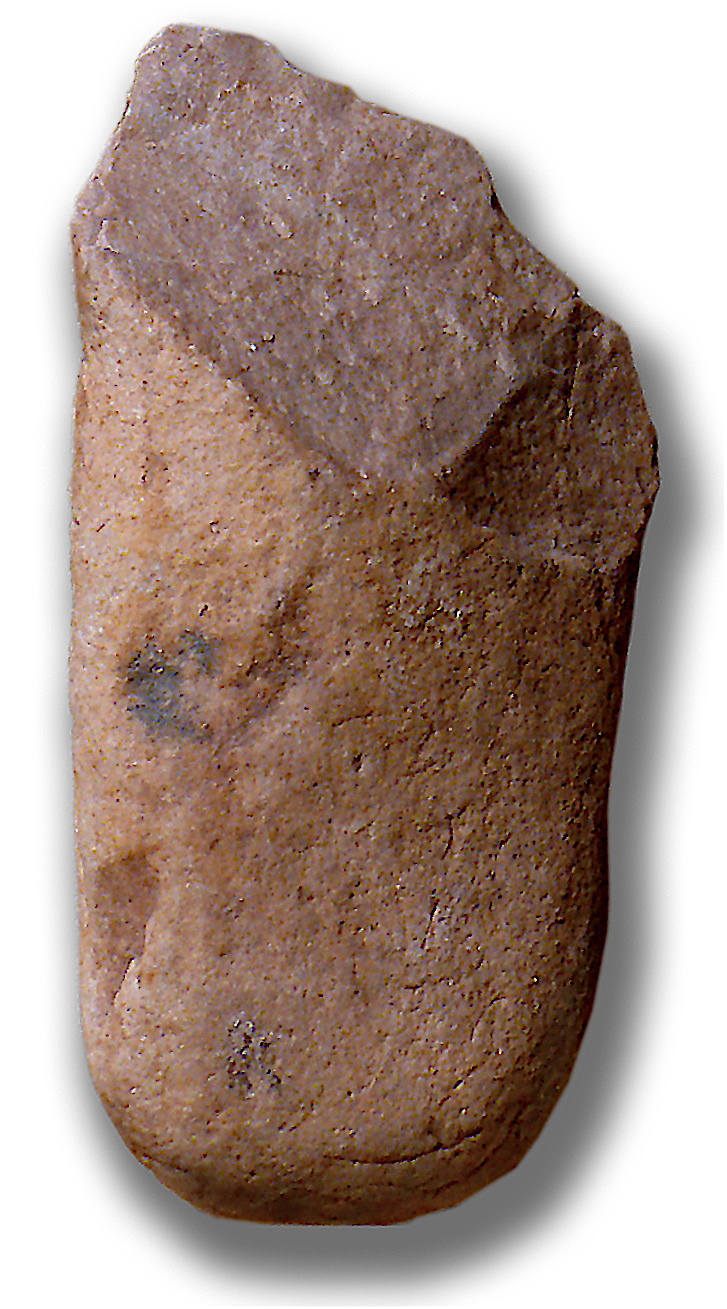
Oldowan-Werkzeug von Frühmenschen
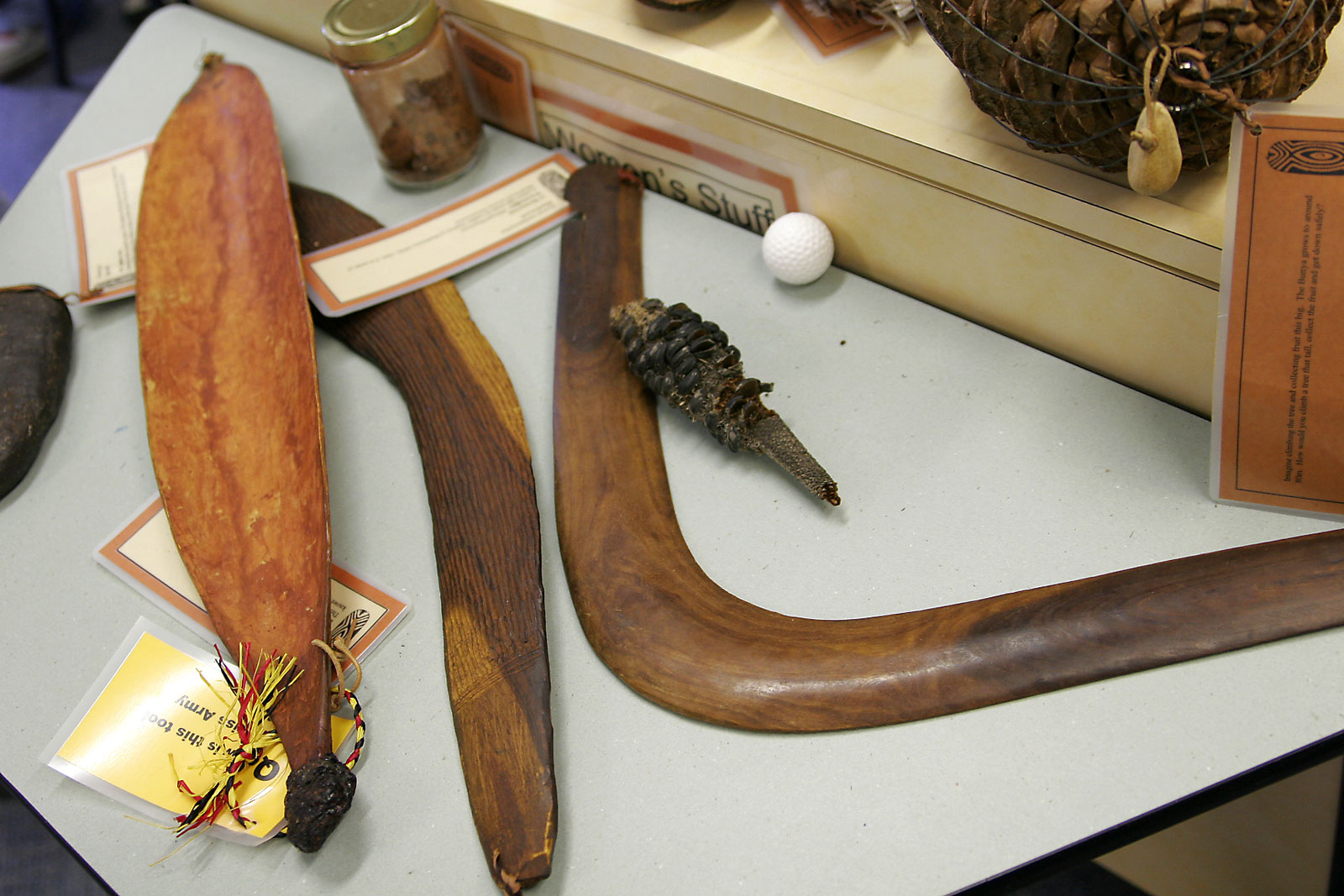
Wurfhölzer
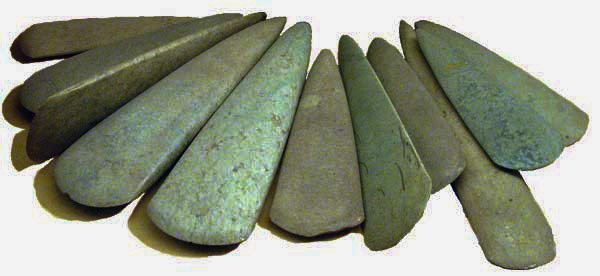
Fibrolith- und Jadeit-Beile aus der Jungsteinzeit, Bretagne
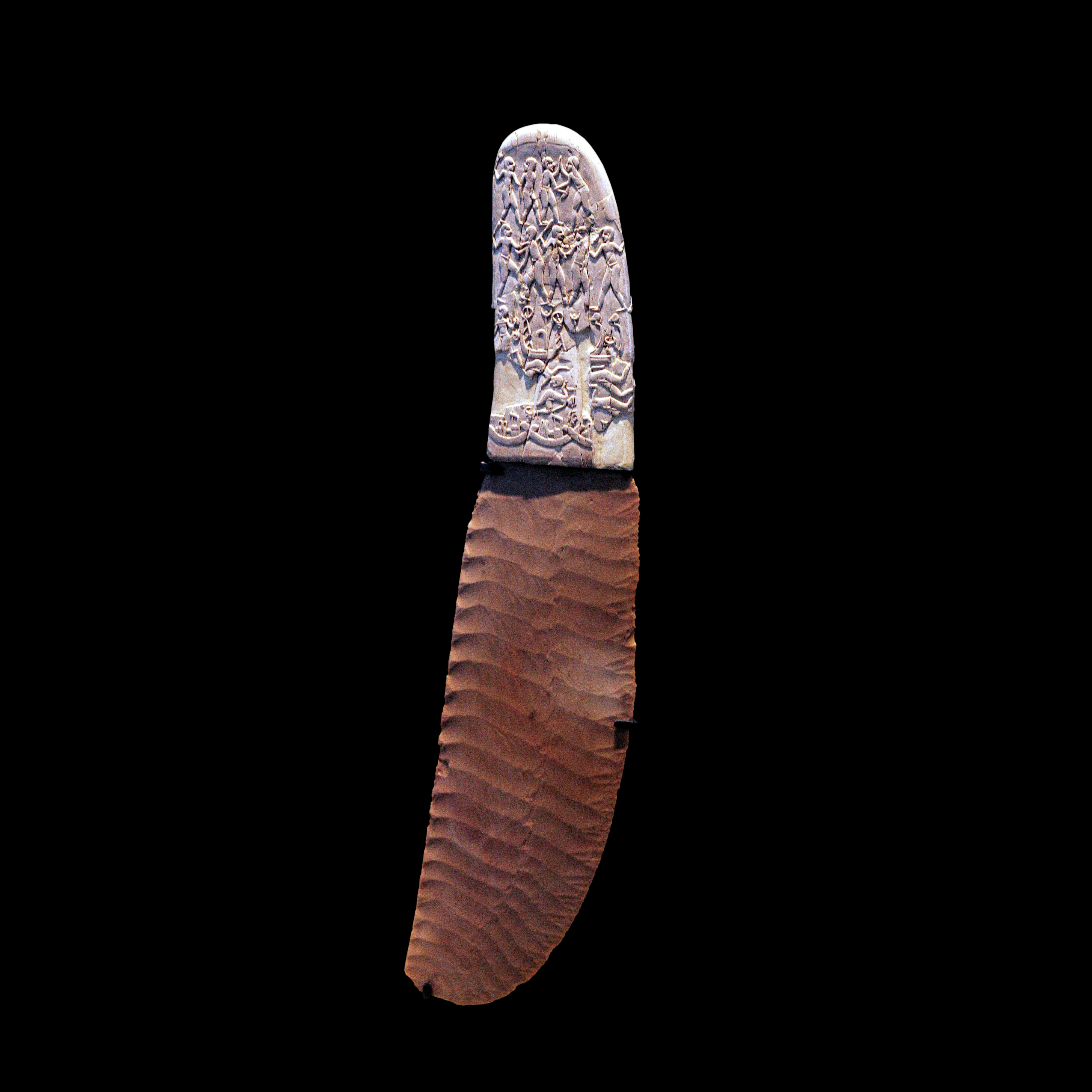
Messer vom Gebel el-Arak, ein Prunkmesser der Prädynastik um 3300–3200 v. Chr.
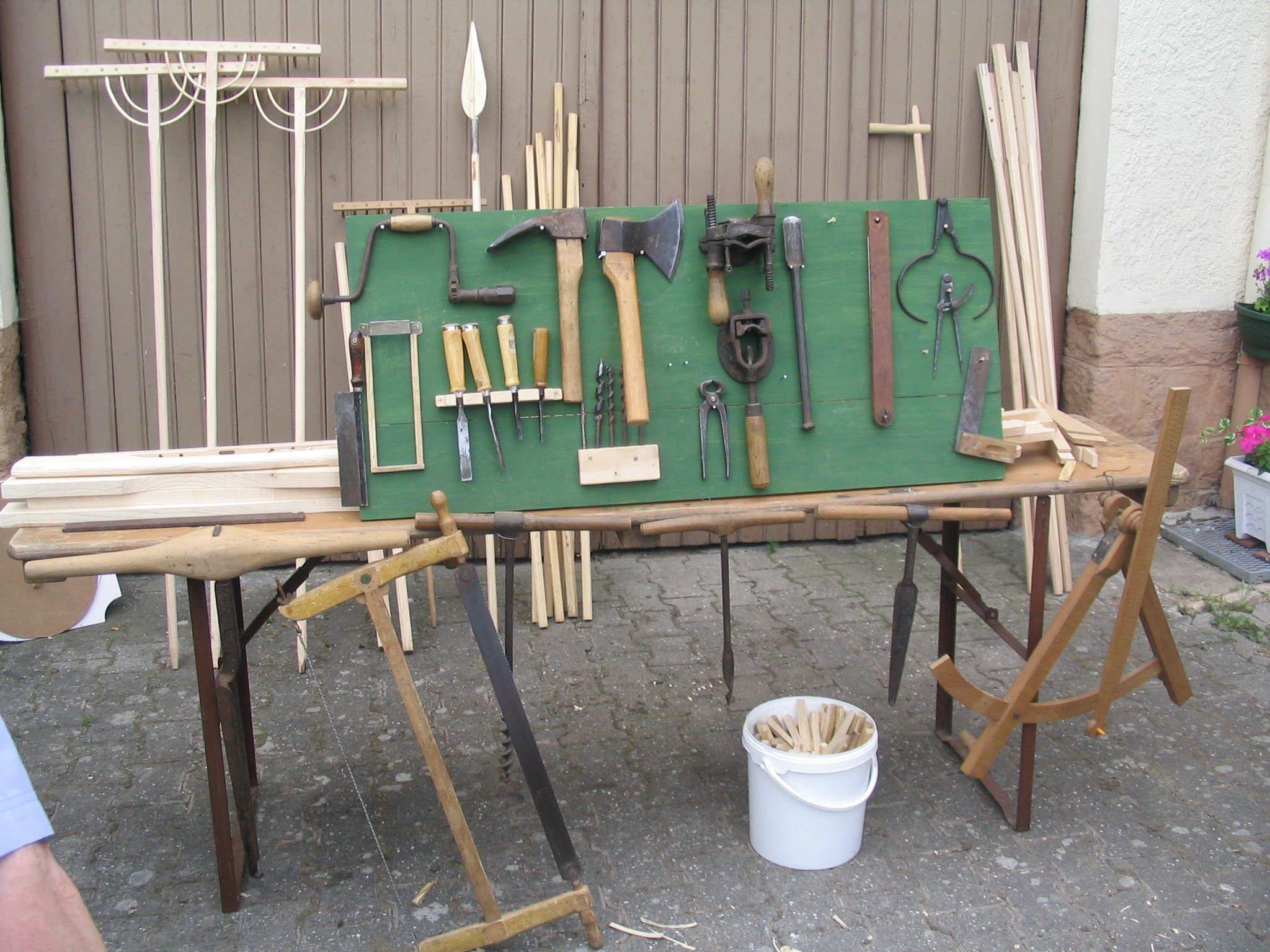
Werkzeug eines Wagners
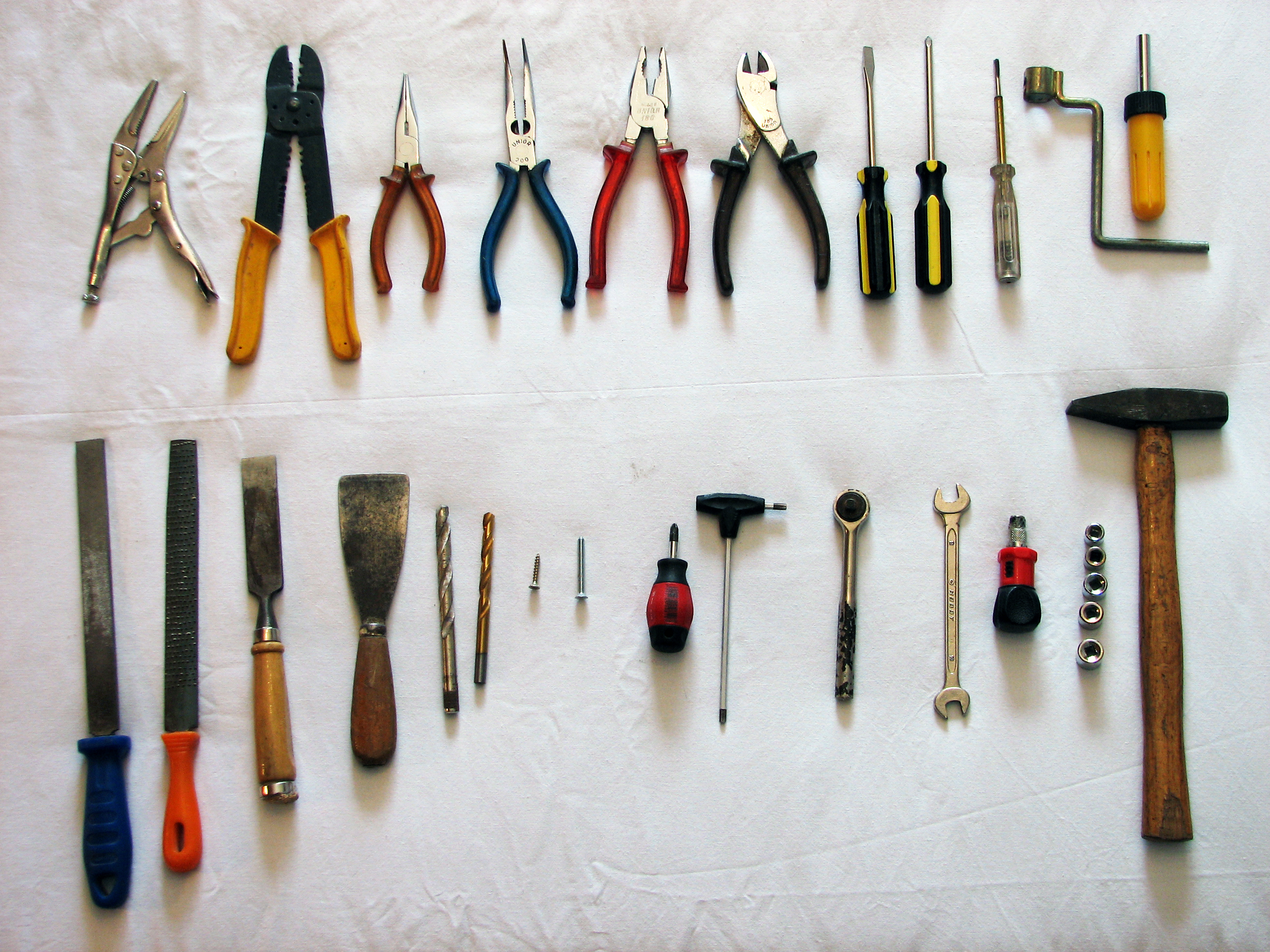
Werkzeugsatz

Schon natürliche Gegenstände wie Steine oder Äste werden von Menschen und auch vielen Tieren als Werkzeuge verwendet. Die gezielte Werkzeugherstellung (Anspitzen eines Astes zur Verwendung als Spieß) beherrschen neben dem Menschen nur wenige Primaten und Vogelarten (vgl. Werkzeuggebrauch bei Tieren). Bereits Schimpansen sind in der Lage, nicht nur vorhandene Dinge als Werkzeuge zu benutzen, sondern auch gezielt Werkzeuge herzustellen.
Der Versuch, die körperlichen Fähigkeiten durch Werkzeuggebrauch zu steigern, kann als früher Vorläufer der heutigen Bionik gesehen werden. Neben der Selbstbeobachtung, was ohne Werkzeug nicht, mit Werkzeug aber schon gemacht werden kann, dürften auch in magischen Vorstellungen umgesetzte Versuche, sich Eigenschaften von Tieren anzueignen, über die der Mensch in seiner biologischen Ausstattung nicht verfügt, zu konkreten Ergebnissen im Sinne der Technik geführt haben. Noch heute ist für einfache traditionelle Werkzeuge und Geräte eine Vielzahl von vergleichenden Namen üblich, die auf Tiereigenschaften Bezug nehmen, wie der Bock, der nicht umfällt, oder der sprichwörtlich „reißende“ Wolf für Reißwolf oder Fleischwolf.

## Einzelne Fachgebiete

### Technik
Die Bearbeitung eines Werkstücks erfolgt durch ein Werkzeug, das aber wiederum durch ein Tier, einen Menschen oder eine Maschine geführt werden muss. Eine Maschine, die eigenständig eine Bearbeitung ausführt, kann also nicht als Werkzeug bezeichnet werden, wobei sich die Begrifflichkeiten überlappen, denn eine komplexe Maschine kann durchaus „als Werkzeug“ eingesetzt werden.
Im Einzelnen steht der Begriff Werkzeug für
- Grundwerkzeuge: Amboss, Richtplatte, Schraubstock
- Handwerkzeuge: Hammer, Zangen, Feilen, Schraubenzieher, Schlagschrauber, Meißel
- in Press- oder Walzwerken und Stanzereien verwendete Formwerkzeuge (Münzstempel, Guss- oder Pressformen)
- in Werkzeugmaschinen eingesetzte Bearbeitungswerkzeuge (Schneidwerkzeuge: Fräser, Bohrer)
- die Gesamtheit der Werkzeuge, die für eine Verrichtung gebraucht werden (z. B. das Werkzeug des Tischlers):
  - Werkzeuge zur Holzbearbeitung, siehe Kategorie:Holzbearbeitungswerkzeug
  - Werkzeuge zur Metallverarbeitung
- in der Informatik eingesetzte Software zum Erstellen, Verwalten oder Prüfen anderer Software; z. B. Compiler, Versionsverwaltung, Debugger, auch als Softwarewerkzeug oder Programmierwerkzeug bezeichnet
- in der Wirtschaftsinformatik als routinemäßig anwendbare, häufig als Software implementierte Methode (z. B. Analysemethode, Entwurfsmethode, Evaluierungsmethode) oder Technik (Kreativitätstechnik, Netzplantechnik, Szenariotechnik) zur Lösung eines Problems.

Der Beruf des Werkzeugmachers im Werkzeugbau wird meist mit der Herstellung von Gesenken und Spritzgussformen (Spritzgießwerkzeug) verbunden, obwohl zum Berufsbild auch die Herstellung von Schneidwerkzeugen, Messwerkzeugen und Vorrichtungen gehören.

### Arbeitswelt
In der Arbeitswelt gehören die am Arbeitsplatz eingesetzten Arbeitsgeräte zu den Arbeitsmitteln. Hierzu zählen alle Arten von Betriebs- und Geschäftsausstattung wie Büromaschinen, Büromaterial, Büromöbel, Maschinen, technische Anlagen, Telekommunikationsanlagen oder Werkzeuge.

### Humanwissenschaft

#### Pädagogik/Erziehungswissenschaft
Um die Gesamtheit der Mittel und Hilfsmittel beim Lernen zu bezeichnen, hat sich der Begriff des Lernwerkzeugs durchgesetzt. Im Unterrichtsalltag kommen Lernwerkzeuge in Form von Heften, Füllern, Radiergummis, Linealen, Taschenrechnern und Computerprogrammen (z. B. elektronische Nachschlagewerke) etc. vor. Sie sparen Zeit, Material oder erledigen immer gleiche Abläufe. Gute Lernwerkzeuge helfen und sorgen für eine Arbeitserleichterung und tragen auch zu einer Unterstützung wichtiger Lernaktivitäten bei.

#### Kulturwissenschaften
In den Kulturwissenschaften – insbesondere in der Ethnologie – wird die allgemeinere Definition für Werkzeuge verwendet. Nach ihrer „technologischen Funktion“ werden folgende vier kombinierbaren Werkzeugtypen unterschieden:
Behälter
Aufbewahren und Lagern, um den Inhalt vor Beschädigung, Zerfall, Entwertung und Verlust zu schützen.
Vehikel
Kombination aus Behälter und Medium, z. B. Fahrzeuge
Medien
Werkzeuge zum Bewegen von Materie oder Energie über eine räumliche Distanz, z. B. Telefonkabel, Pipeline.
Mechanismus
Ensemble aus verschiedenen Medien, die Kraft, Energie oder Bewegung übertragen, z. B. das Rad.
Selektor
Filter, um Verschiedenes zu trennen.
Ventil
Kombination von Selektor und Mechanismus.
Konverter
Umwandeln von Materialien oder Energie in andere Formen, z. B. das Feuer.
Maschine
Nutzbarmachung von Energie in Bewegungsenergie durch einen Mechanismus.
Generator
Umwandlung von mechanischer in elektrische Energie.

### Recht
Auch die Rechtswissenschaft kennt den Begriff des Werkzeugs. So kann bei Begehen einer Straftat das Verwenden oder Beisichführen eines Werkzeugs ein qualifizierendes Tatbestandsmerkmal oder einen besonders schweren Fall (Regelbeispiel) darstellen (vgl. gefährliche Körperverletzung, schwerer Raub, besonders schwerer Fall des Diebstahls). Das Tatbestandsmerkmal ist inhaltlich nicht deckungsgleich mit dem umgangssprachlichen Werkzeugbegriff, ja kann sogar je nach Tatbestand einen unterschiedlichen Inhalt haben. Bisweilen wird von der Strafrechtswissenschaft auch der Vordermann bei der mittelbaren Täterschaft als (Tat-)Werkzeug bezeichnet. Im Staatshaftungsrecht schließlich hat die Rechtsprechung eine sog. Werkzeugtheorie entwickelt, nach der sie beurteilt, wann der Staat für die Fehler von beauftragten Privatunternehmern nach Amtshaftungsgrundsätzen haftet.